# 橘衫男子
《橘衫男子》（英語：Man in an Orange Shirt）是 英国广播公司的一部兩集電視電影，由製作，2017年7月31日在英國廣播公司第一台首播。該電影描敘了發生在1940年代和2017年的三段同性恋愛情故事，由凡妮莎·蕾格烈芙、儒利安·莫里斯和奥利弗·傑克森-科恩 三人主演，导演是迈克尔·塞缪尔斯。脚本和想法来自英国畅销作家帕特里克·盖尔，他的家族史是該劇情的自傳核心。此片获得2018年國際艾美獎最佳電視電影或迷你劇奖。

## 劇情
橘衫男子描述了兩段同性戀的愛情故事，它们发生在不同的年代，但都含有一个女主角弗洛拉（Flora），一棟郊外小屋與一幅畫像。
第一集講述了1940年代戰爭結束後，兩位退伍軍人迈克尔·贝里曼（Michaelc Berryman）和托马斯·马奇（Thomas March）的愛情故事，當時的英國同性戀是有罪的，社會風氣考驗著兩人的愛情，Michaelc在愛情與現實裡必須做出選擇。
第二集中弗洛拉的孫子亚当·贝里曼（Adam Berryman）是同性戀，卻從未與祖母開口提過，由祖母帶大的亚当生活在自由年代，卻在保守家庭長大，壓抑的性格導致他從未與同性交往過，只願透過交友軟體發生一夜情抒發情緒，他也為自己感到羞愧。一天祖母弗洛拉將郊外小屋繼承給亚当，他找了自己動物診所的客戶史蒂夫（Steve）來評價小屋是否有翻修價值，兩人雖互相有好感，但Adam從未與人認真戀愛過，也沒有考慮是否要交往。直到一天弗洛拉來找亚当聊天，亚当拿出在小屋找到的畫像，看到畫像的弗洛拉最後跟亚当大吵了一架。

## 角色
- 儒利安·莫里斯饰演亚当·贝里曼
- 凡妮莎·蕾格烈芙饰演老年弗洛拉
- 奥利弗·傑克森-科恩饰演迈克尔·贝里曼
- 瓊安娜·范德漢姆饰演年輕弗洛拉
- 詹姆斯·麦卡德尔（James McArdle）饰演托马斯·马奇
- 大卫·贾西（David Gyasi）饰演史蒂夫

## 評價
橘衫男子獲得了正面的評價，在爛番茄網站上獲得了92%的新鮮度。IMDB上觀眾給予8分的評價。
此片獲得2018年國際艾美獎最佳電視電影或迷你劇奖（。